# Tierra Blanca, La Trinitaria
Tierra Blanca är en ort i Mexiko.   Den ligger i kommunen La Trinitaria och delstaten Chiapas, i den sydöstra delen av landet, 900 km öster om huvudstaden Mexico City. Tierra Blanca ligger 1 499 meter över havet och antalet invånare är 361.
Terrängen runt Tierra Blanca är kuperad åt sydost, men åt nordväst är den platt. Runt Tierra Blanca är det ganska glesbefolkat, med 43 invånare per kvadratkilometer. Närmaste större samhälle är San Isidro el Zapotal, 16,0 km öster om Tierra Blanca. I omgivningarna runt Tierra Blanca växer i huvudsak städsegrön lövskog.